# Chencho Gyeltshen
Chencho Gyeltshen (Shapa, 10 de maio de 1996) é um futebolista butanês que joga como atacante. Atualmente joga no Surin City da Tailândia, emprestado pelo Buriram United, e na Seleção Butanesa de Futebol.
Ele é chamado de "CG7" em referência a Cristiano Ronaldo por seu estilo de jogo e por ser fã do jogador.

## Primeiros anos
Chencho Gyeltshen nasceu em Shapa Gewog, no Distrito de Paro. Começou a jogar futebol no primário, com o incentivo de seu irmão. Ele cita Cristiano Ronaldo como o jogador em quem se inspira por sua dedicação tê-lo tornado o melhor jogador do mundo mais de uma vez. Decidiu parar os estudos para se tornar um jogador profissional. Quando jovem, jogou pelas categorias de base do Druk Athletic F.C..

## Carreira

### Butão
Em 2014, jogou pelo Yeedzin na Bhutan National League. Em 2015, jogou pelo Thimphu City F.C na Bhutan National League.

### Interesse no exterior
Em 2014, ele recebeu uma proposta para jogar no Machhindra FC, de Nepal, depois de sua aparição na Copa do Rei de Butão de 2013, mas ele não poderia aceitar até o ano seguinte por causa de seus estudos. No começo de 2015, Chencho assinou um teste por um mês com o Buriram United da Thai Premier League. Ele jogou em amistosos contra times tailandeses e marcou o gol da vitória em uma das partidas ao entrar como substituto no segundo tempo. Na Tailândia, foi sondado pelo Delhi Dynamos e pelo Pune City, ambos da Superliga Indiana, mas não houve nenhuma proposta oficial. Chencho disse que "se as propostas tivessem sido feitas oficialmente e mais cedo, ele teria ido para um dos clubes da liga para jogar com as estrelas contratadas pelas suas equipes nos últimos anos"

### Tailândia
Em 2015, o clube tailandês Surin City, time reserva do Buriram United, contratou Chencho do Thimphu United por 1 ano e meio de contrato e salário mensal de Nu 100.000. A oferta foi levada ao atacante por Alexandre Gama, treinador do time principal. Com o contrato, Chencho se tornou o primeiro jogador butanês a jogar profissionalmente por um time de outro país. Em 7 de julho de 2015, foi revelado que, na verdade, Chencho foi contratado pelo Buriram United junto de outros dois jogadores e foram imediatamente emprestados para o Surin City.

## Seleção nacional
Chencho marcou na sua estreia por Butão em 19 de março de 2011 em um amistoso contra o Nepal. Em 12 de março de 2015, ele e o resto do time butanês venceram pela primeira vez nas eliminatórias para uma Copa do Mundo, com uma vitória por 1-0 contra o Sri Lanka. No jogo de volta em Butão, Chencho marcou os dois gols da vitória por 2-1. A vitória levou o time à segunda fase mesmo sendo o último no ranking da FIFA e foi descrito pelos jogadores como "um momento histórico para ser lembrado".

## Estatisticas pela seleção

### Internacional
- Atualizado até 25 de junho de 2023[9]

| Butão | Butão    | Butão |
| ano   | partidas | Gols  |
| ----- | -------- | ----- |
| 2011  | 4        | 2     |
| 2012  | 0        | 0     |
| 2013  | 3        | 1     |
| 2014  | 0        | 0     |
| 2015  | 12       | 3     |
| 2016  | 4        | 3     |
| 2017  | 5        | 1     |
| 2018  | 5        | 0     |
| 2019  | 4        | 0     |
| 2023  | 4        | 2     |
| Total | 41       | 12    |

1. ↑  «Chencho Gyeltshen». EuroSport. Consultado em 18 de Março de 2015
2. 1 2  «Yeedzin FC striker to sign for Nepal club». Kuensel Online. 15 de Fevereiro de 2014
3. 1 2  «"Bhutan's Two Heroes With Three Important Goals In Between Them"». The Bhutanese (arquivo). Consultado em 7 de Dezembro de 2015
4. ↑  Tshedup, Younten (19 de março de 2015). «"The Dragon Boys"» (em inglês). Kuensel. Consultado em 7 de dezembro de 2015
5. 1 2  Younten Tshedup (6 de Abril de 2015). «FC Terton thrash Dzongrig FC 7-1». Kuensel. Consultado em 21 de Abril de 2015
6. 1 2  Chappell, Bill. «Bhutan, World's Lowest-Ranked Soccer Team, Advances In World Cup Qualifying». NPR. Consultado em 30 de Junho de 2015
7. ↑  «Bhutan's CR7 out to challenge Asia». FIFA.com. 29 de Maio de 2015. Consultado em 1 de Agosto de 2015
8. ↑  «"Chencho Gyeltshen - Legend of Clubs"» (em inglês). Fussball Talente. Consultado em 1 de dezembro de 2015
9. 1 2 3  «NFT Profile». www.national-football-teams.com. Consultado em 30 de Junho de 2015
10. 1 2  Noveanto, Eric (28 de Junho de 2015). «"Bhutan's 'CR7' Chencho joins Thai second division side Surin City"». Football Chanel Asia. Consultado em 7 de Dezembro de 2015
11. ↑  «"บุรีรัมย์ ยูไนเต็ด เซ็นผู้เล่นใหม่ 3 คนรวด ส่งให้สุรินทร์ซิตี้ ลุยเลก 2"» (em tailandês). Buriram United. Consultado em 7 de Dezembro de 2015. Arquivado do original em 15 de julho de 2015
12. ↑  «Bhutan 2- Sri Lanka 1». FIFA. Consultado em 30 de Junho de 2015